# Ludwik de France (książę Bretanii)
Ludwik de France, książę Bretanii (ur. 8 stycznia 1707, zm. 8 marca 1712) – delfin Francji.

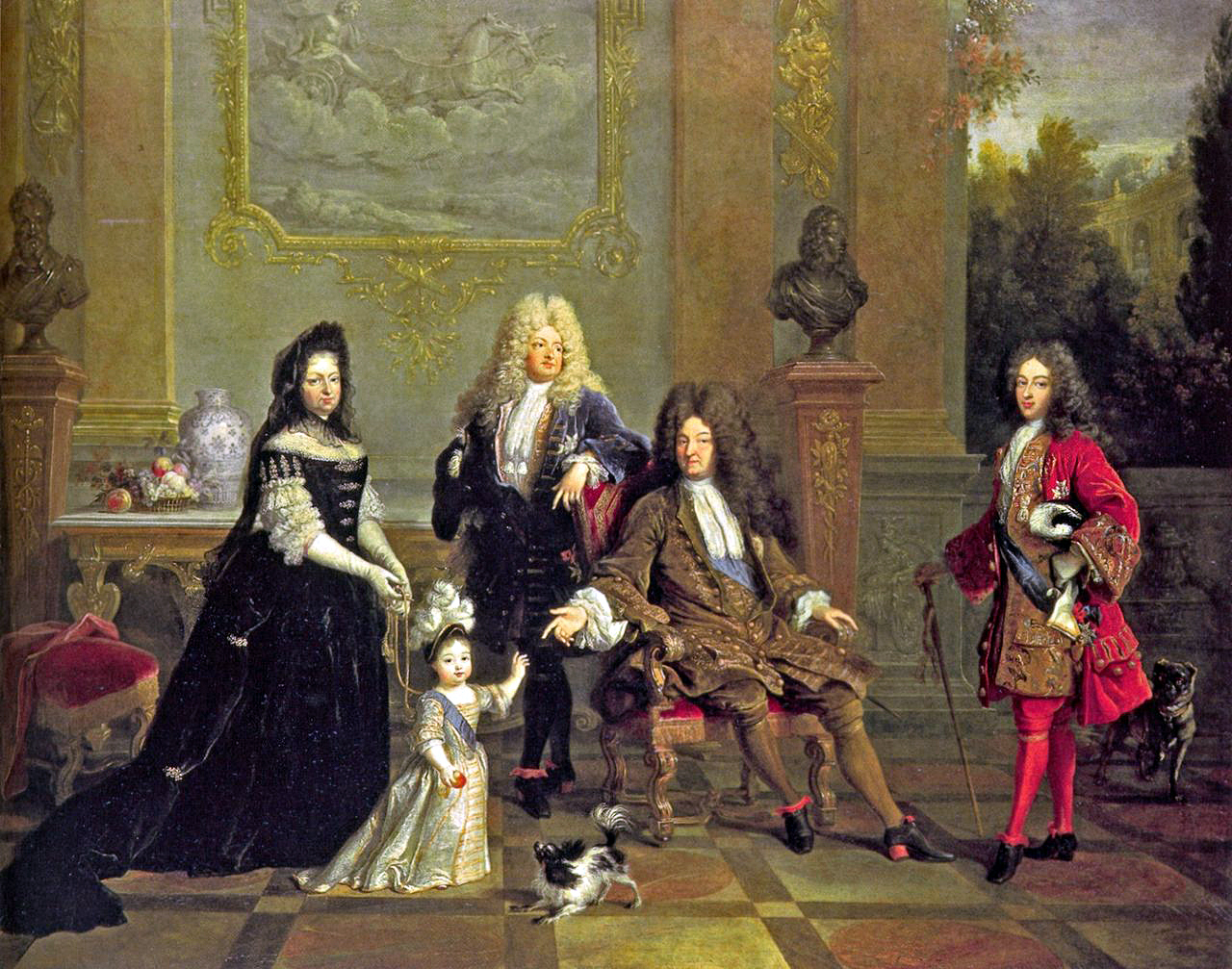
Ludwik XIV z kolejnymi następcami tronu Francji; Wielkim Delfinem, Małym Delfinem i Księciem Bretanii (małym chłopcem, na którego wskazuje król)

Był synem Ludwika, księcia Burgundii i Marii Adelajdy Sabaudzkiej oraz prawnukiem króla Ludwika XIV. W chwili urodzin był trzeci w linii sukcesji tronu, poprzedzał go jego dziadek i ojciec. W 1705, dwa lata przed jego narodzinami zmarł jego starszy brat również Ludwik, urodzony w 1704. Jego dziadek zmarł prawdopodobnie na ospę w 1711, a niecały rok później zmarł jego ojciec (18 lutego 1712). Od tego momentu przez 19 dni chłopiec był delfinem – czyli następcą tronu. Zmarł prawdopodobnie na odrę i został pochowany w bazylice Saint-Denis.